# Svatý rok 1550
Jubilejní Svatý rok 1550 (9. řádné univerzální jubileum) se konal po čtvrtstoletí po Svatém roce 1525 v atmosféře úzkosti z následků reformace i v očekávání nové naděje na znovusjednocení církve, když papež Pavel III. svolal v roce 1545 do Tridentu všeobecný sněm.

## Nový papež
V době kdy Pavel III. 20. května 1549 Svatý rok 1550 vyhlásil, naděje nebyly nijak růžové. Sám Pavel III. se Svatého roku nedožil. Zemřel 10. listopadu 1549 a novým papežem byl zvolen až 7. února 1550 kardinál Giovanni Maria del Monte, který si pro svůj pontifikát zvolil jméno Julius III. V té době byl již Řím naplněn poutníky povětšinou z italských krajů. Ti se pak stali svědky papežovy slavnostní korunovace a slavnostního průvodu přes Řím do Lateránské baziliky. Během průvodu se strhla průtrž mračen, která průvod rozehnala a papež se rychle skryl do konventu u baziliky sv. Marka, odkud mohl vyjít až příštího dne.
Julius III. vydal dva dny po své korunovaci 24. února 1550 novou bulu Si pastores ovium a se zpožděním otevřel Svatou bránu. Tato bula obsahovala některá nová ustanovení. V ní vzpomíná Julius III. snahu Pavla III. o přípravu jubilejního roku a předběžná jednání v papežské konzistoři. Papež Julius III. zrušil platnost všech odpustků mimo Řím, neboť jen v něm bylo možné uctít hroby obou apoštolů sv. Petra a sv. Pavla, a zdůrazňuje charitativní účel tohoto jubilejního roku. Záhy Julius III. zajistil zásobování města obilím, které byl povinen tradičně ze Sicílie zaslat Svatému stolci císař Karel V. Majetelům hospod uložil zvláštní daň na udržování ulic a cest. Pro poutníky dal otevřít jako veřejný park svou vinici a sad. Tam mohli získat zdarma ovoce, které tam rostlo. Bylo jim rozdělováno podle zásad vyrytých na mramorové desce. Svatý rok trval až do Tří králů následujícího roku, čímž se vyrovnalo počáteční zpoždění. 
Milostivé léto mělo radostnější ráz oproti Svatému roku 1525 nejen proto, že první období Tridentského koncilu, který začal v roce 1546 se právě uzavřelo a nový papež byl rozhodnut v něm pokračovata dílo obnovy dokončit, ale i proto, že v Římě samém byl zřetelný obrat k větší vroucnosti duchovního života.

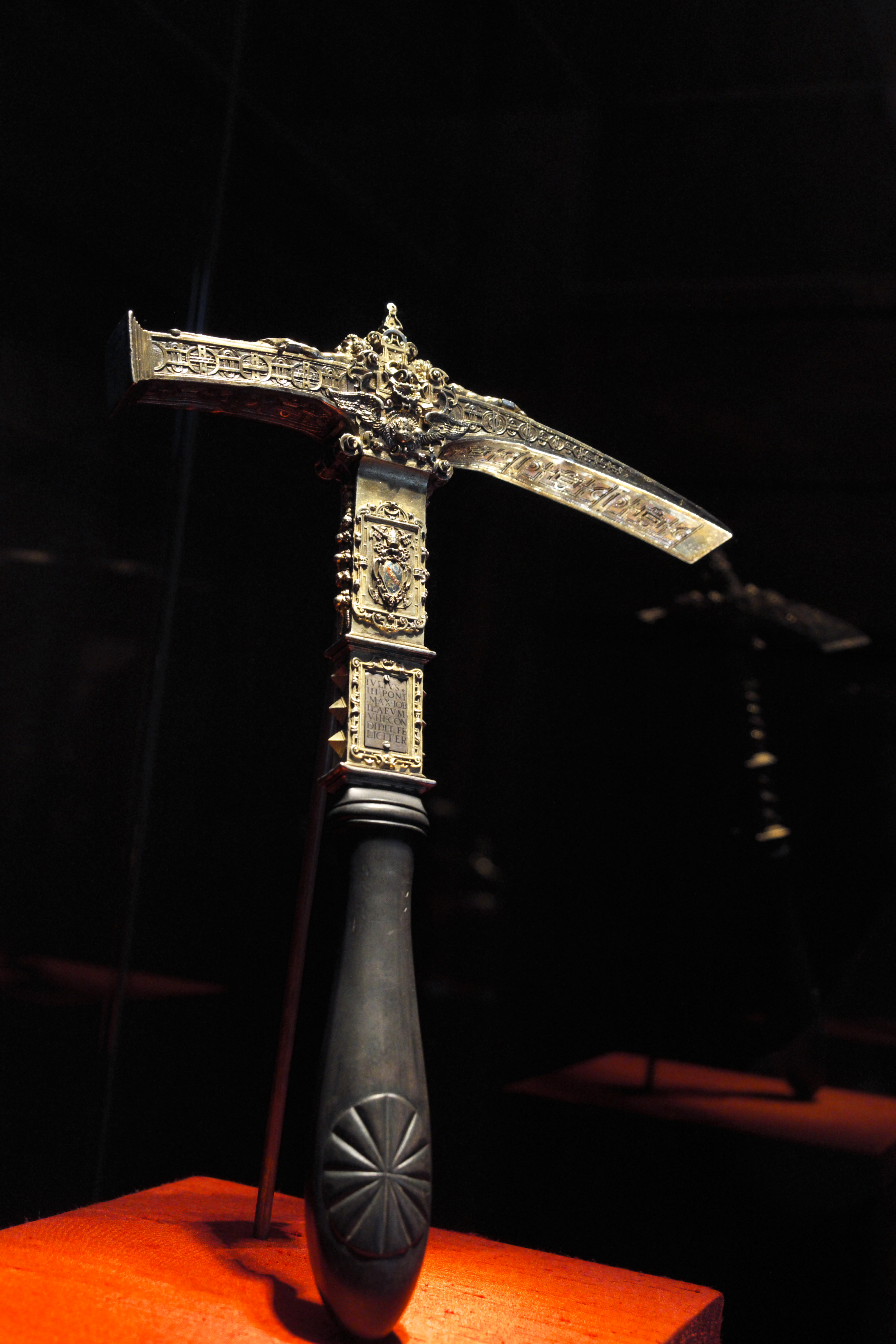
Dillingenské kladívko papeže Julia III., které použil pro otevření Svaté brány v roce 1550

### Dillingenské kladívko
Artefaktem, který se v souvislosti se Svatým rokem 1550 zachoval, je slavnostní kladívko, kterým papež Julius III. udeřil na Svaté dveře baziliky svatého Petra v Římě při příležitosti zahájení Svatého roku. Je známé jako dillingerské kladívko. Julius III. pak daroval vzácné kladivo kardinálu Otto Truchsessovi von Waldburg, augsburskému knížeti-biskupovi, který jej později věnoval univerzitě, kterou založil v Dillingenu na Dunaji v současném bavorském správním obvodu Švábsko. Kladívko bylo vyrobené v letech 1549/50 je velmi dobře zachovalé a je uloženo v Bavorském národním muzeu v Mnichově. Dillingenské kladívko, se stalo součástí erbu dillingenské univerzity vedle tří borových šišek a tří lvů, které byly součástí rodového erbu kardinála Otty von Waldburg.
Hlava kladívka je bohatě zdobená ornamenty. Na obou stranách přechodu z hlavy do rukojeti je vyobrazena okřídlená hlava puttiho. Přední strana násady je zdobena dvěma obdélníkovými poli orámovanými ornamenty. V horním poli se nachází papežský erb, zatímco v dolním poli je vyryt nápis: „IULIUS III PONT MAX IOBILAEUM VIII CONDIDIT FELICITER“ (Julius III. šťastně zahájil osmý jubilejní rok). Reverzní strana dříku je rovněž zdobena dvěma obdélníkovými poli orámovanými ornamenty. V horním poli je zobrazen Mojžíš, který udeřil do skály s vodou, zatímco spodní pole popisuje výjev nápisem: „PERCUSSIT PETRAM ET FLUXERUNT AQUAE“ (udeřil do skály a vytekla voda).

## Pomoc poutníkům

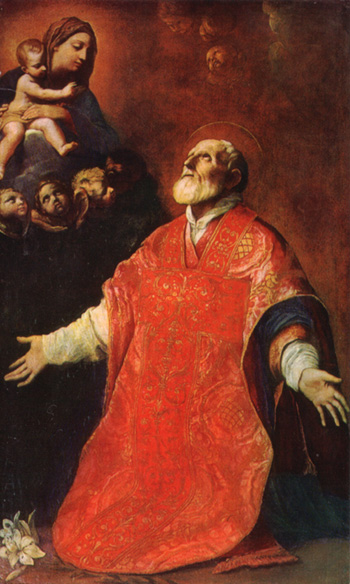
Sv. Filip Neri, který pečoval o poutníky během Svatého roku 1550

### Sv. Filip Neri
Výraznou osobností tohoto období byl sv. Filip Neri, tehdy ještě laik, který rozšířil a propagoval takzvanou pouť do sedmi bazilik během jednoho dne, jež se stala velice oblíbenou. Dále založil bratrstvo nazvané Trinitá dei Pellegrini na hmotnou pomoc poutníkům. V Římě sice bylo dost národních hospiců, ale tam se uchylovali jen poutníci příslušného národa a ubytování v soukromých domech nebylo pro chudé poutníky vždy snadné. Proto se sedmnácti společníky získal sv. Filip Neri dům za peníze získané od svých šlechtických přátel a se štědrou finanční výpomocí od papeže. Tam ubytovával a hostil chudé poutníky, zvláště unavené a nemocné bez rozdílu národnosti. Podnítil i římské patricijské rodiny, aby pomáhaly poutníkům. Mladí římští patriciové zvali k sobě na jídlo poutníky, dámy zase poutnice. Římské dámy dokonce udržovaly během Svatého roku hospic, v němž samy obsloužily asi 600 poutnic.

### Jezuité
Také zakladatel jezuitů sv. Ignác z Loyoly, se duchovně staral o poutníky a během Svatého roku složil v Římě řeholní sliby pozdější generál a světec, sv. František Borgia, syn vévody z Gandie. A v římských kostelích uchvacoval poutníky svou výmluvností další jezuitský kazatel, P. Leinez.
Počet poutníků nebyl v tomto roce vysoký, i když kroniky udávají, že na Boží hod velikonoční bylo přítomno papežskému požehnání 50 tisíc poutníků. To bylo zaviněno především nejistou politicko-vojenskou situací mezi Francií a Říší. Přece však oproti předešlému Svatému roku 1525 došlo k jakémusi vzestupu.

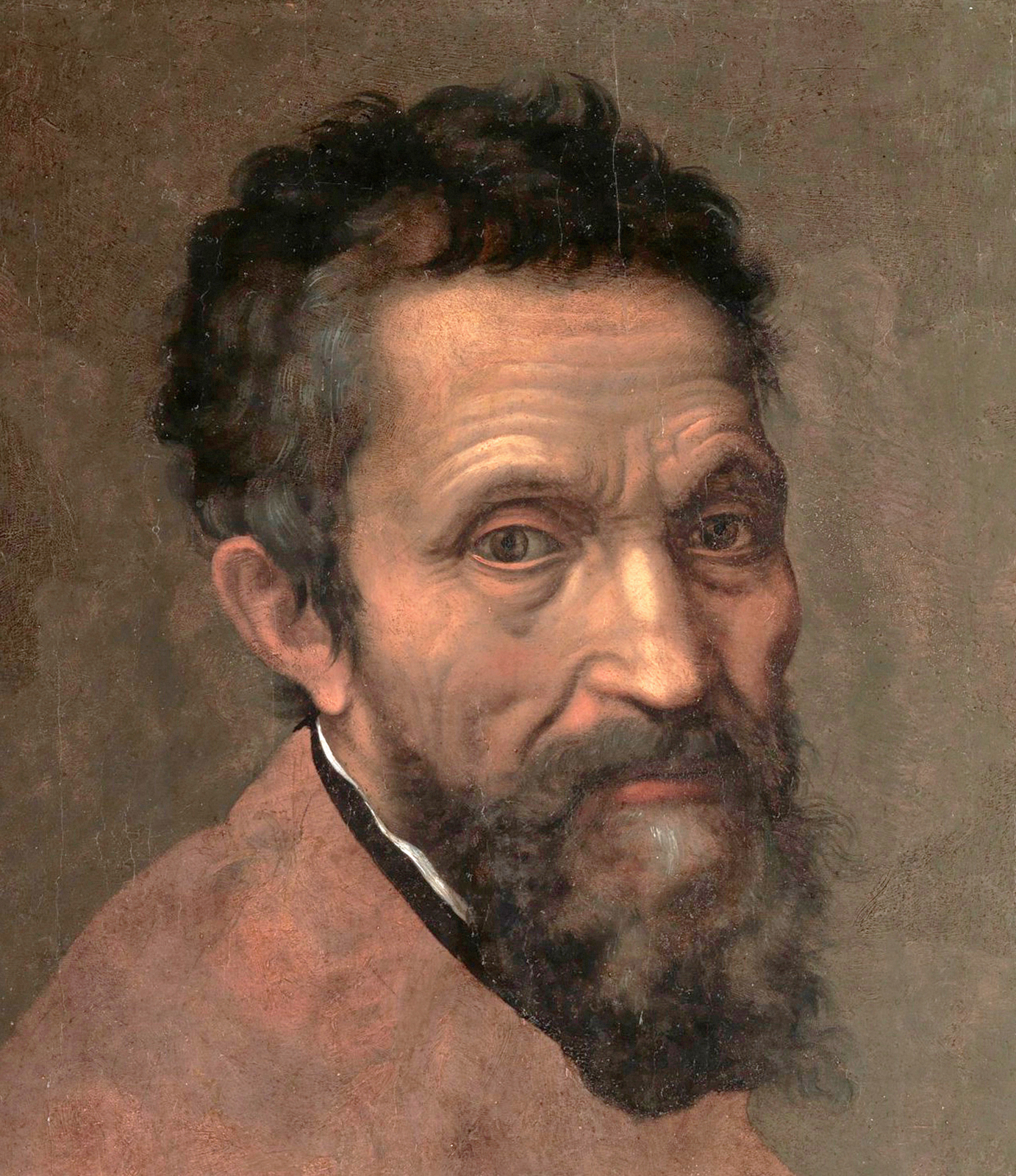
Také italský sochař, architekt, malíř, básník a přední představitel vrcholné italské renesance a manýrismu Michelangelo Buonarroti byl ve Svatém roce 1550 také mezi kajícími poutníky.

### Jubileum umělců
Během roku se uskutečňovala také kající procesí do bazilik. Ta pak kronikáři popsali spolu s jejich zvláštními kajícími projevy, jež uzaujaly i Římany. Také papež Julius III. během své pouti se ubíral s procesím a tak jen podtrhl kající ráz tohoto jubilea, které bylo také jubileem umělců. Nelze je vypočítat všechny, ale mezi nejváženější z nich patří Michelangelo Buonarroti, který, jak vypráví jeho spolupoutník a kolega Giorgio Vasari, chtěl „pokorně a jen z lásky k Bohu a z úcty ke knížeti apoštolů pro spásu své duše“ vykonat předepsaný počet pobožností v bazilikách, a to pěšky. Až jednoho dne zrána mu papež, pohnut jeho zbožností, sám dovolil, aby vykonal pouť sedmi bazilik na koni.

### Ohlasy
Španělský císař a francouzský král jako obvykle poslali jen své vyslance, ale osobně putovali vévodové z Urbina a z Ferrary, aby získali odpuštění. To rozšířil papež i na vojska tehdy bojující proti pirátu Dragutovi u severoafrického pobřeží pod vedením admirála Andrea Doria, vyslaného tam císařem Karlem V. Zpráva o jubilejních odpustcích způsobila na lodích takové nadšení, že se vojáci hned zpovídali několika přítomným kněžím. Krátce nato byli piráti poraženi.
Typické pro onu dobu je také papežovo vyhlášení prvního seznamu zakázaných knih protestantských reformátorů během Svatého roku.